# Schiers
Schiers är en ort och kommun i regionen Prättigau/Davos i kantonen Graubünden, Schweiz. Kommunen har 2 951 invånare (2023).. Den ligger i nedre delen av dallandskapet Prättigau. 